# Амосова Гора
Амосова Гора (вепс. Omozmägi)) — деревня в Ефимовском городском поселении Бокситогорского района Ленинградской области.

## История
На семитопографической карте Новгородской губернии 1847 года деревня не упоминается.

АМОСОВА-ГОРА — деревня Чайгинского общества, прихода Пелушского погоста.

Крестьянских дворов — 4. Строений — 6, в том числе жилых — 4. Жители занимаются рубкой, возкой и сплавом леса.

Число жителей по приходским сведениям 1879 г.: 8 м. п., 7 ж. п.

В конце XIX — начале XX века деревня административно относилась к Борисовщинской волости волости 5-го земского участка 3-го стана Тихвинского уезда Новгородской губернии.

АМОСОВА ГОРА — деревня Чайгинского общества, дворов — 8, жилых домов — 8, число жителей: 14 м. п., 18 ж. п.
 
Занятия жителей — земледелие. Река Лидь, озеро Ивановское. (1910 год)

Согласно карте Ленинградской области Северо-западного аэрогеодезического треста ГГУ издания 1932 года деревня насчитывала 4 крестьянских двора.
По данным 1933 года деревня Амосова Гора входила в состав Прокушевского вепсского национального сельсовета Ефимовского района.
По данным 1966 и 1973 годов деревня Амосова Гора входила в состав Сидоровского сельсовета. В 30 км от деревни находился Боровский лесопункт узкоколейной железной дороги Ефимовского лестрансхоза.
По данным 1990 года деревня Амосова Гора входила в состав Радогощинского сельсовета.
В 1997 и 2002 годах в деревне Амосова Гора Радогощинской волости постоянного населения не было.
В 2007, 2010 и 2015 годах в деревне Амосова Гора Радогощинского СП также не было постоянного населения.
В мае 2019 года Радогощинское сельское поселение вошло в состав Ефимовского городского поселения.

## География
Деревня расположена в северо-восточной части района к западу от автодороги 41К-040 (Пелуши — Сидорово).
Расстояние до деревни Радогощь — 15 км.
Деревня находится на восточном берегу Чайгинского озера и западном берегу Тедровского озера.

## Демография
| 1997 | 2002 | 2007 | 2010 | 2017 |
| ---- | ---- | ---- | ---- | ---- |
| 0    | →0   | →0   | →0   | →0   |

Согласно данным Всероссийской переписи населения 2021 года в деревне постоянного населения не было.